# Ratawali
Ratawali is een bestuurslaag in het regentschap Aceh Tengah van de provincie Atjeh, Indonesië. Ratawali telt 351 inwoners (volkstelling 2010).